# Nicotiana attenuata
Nicotiana attenuata är en potatisväxtart som beskrevs av John Torrey och S. Wats. Enligt Catalogue of Life ingår Nicotiana attenuata i släktet tobak och familjen potatisväxter, men enligt Dyntaxa är tillhörigheten istället släktet tobak och familjen potatisväxter. Arten har ej påträffats i Sverige. Inga underarter finns listade i Catalogue of Life.

## Bildgalleri

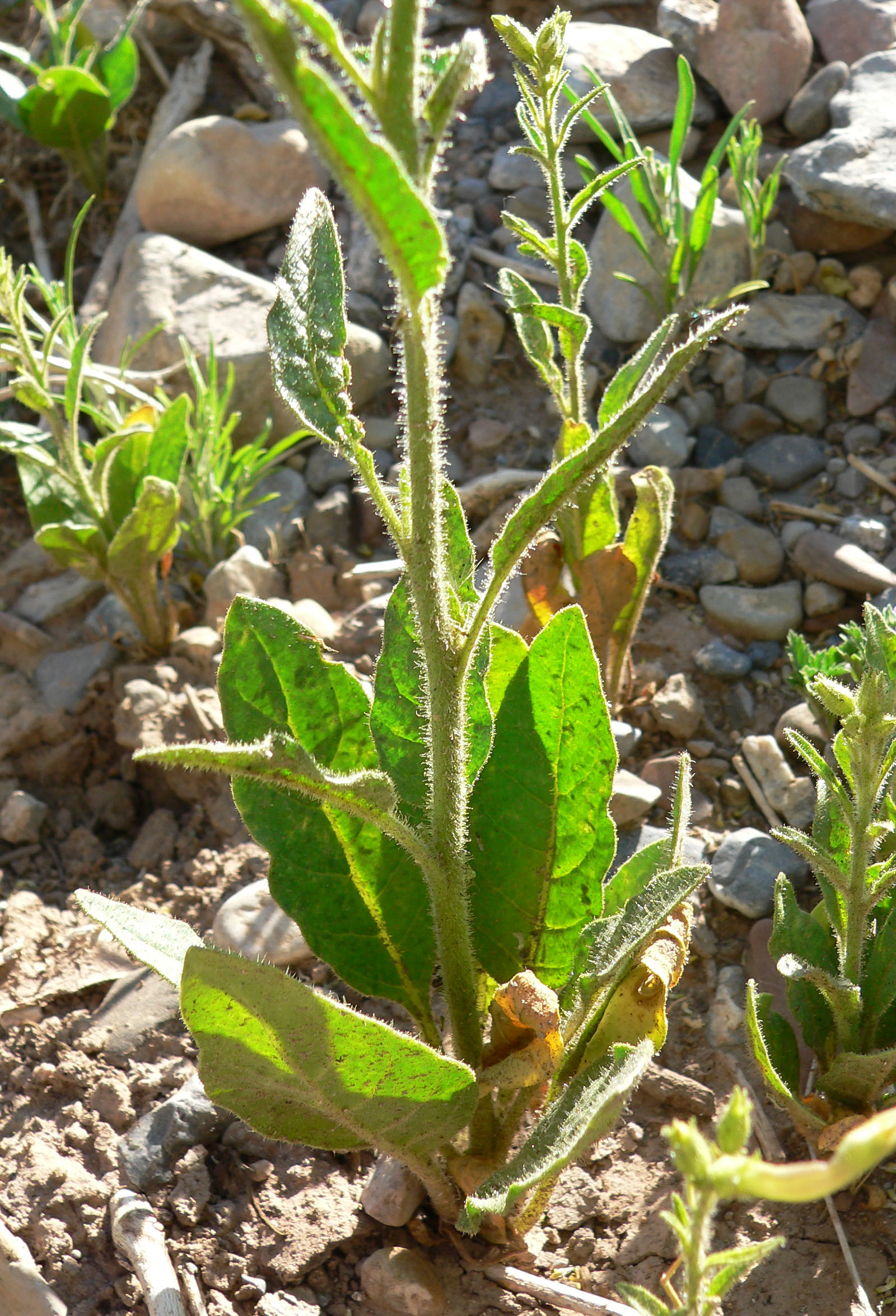
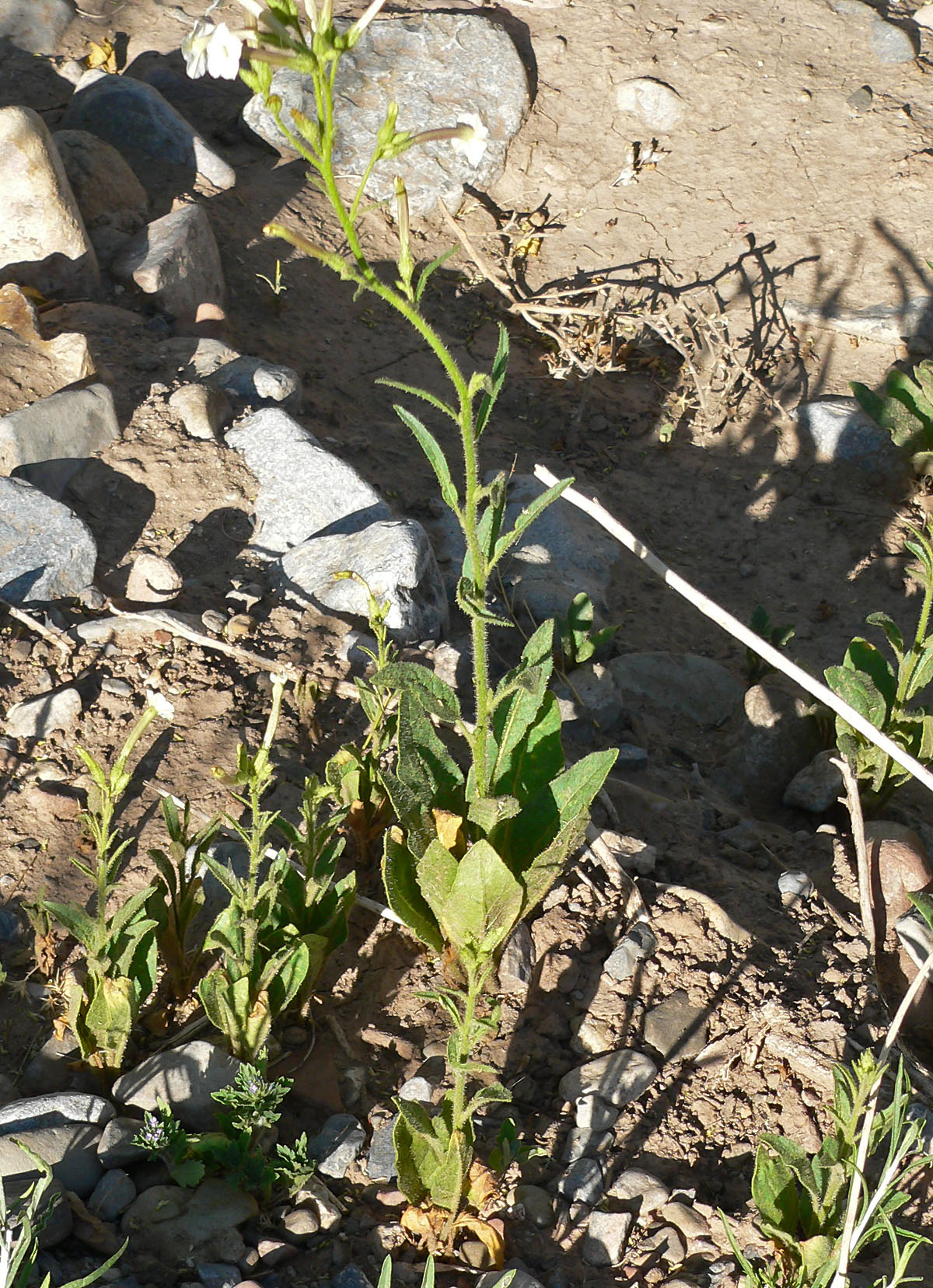
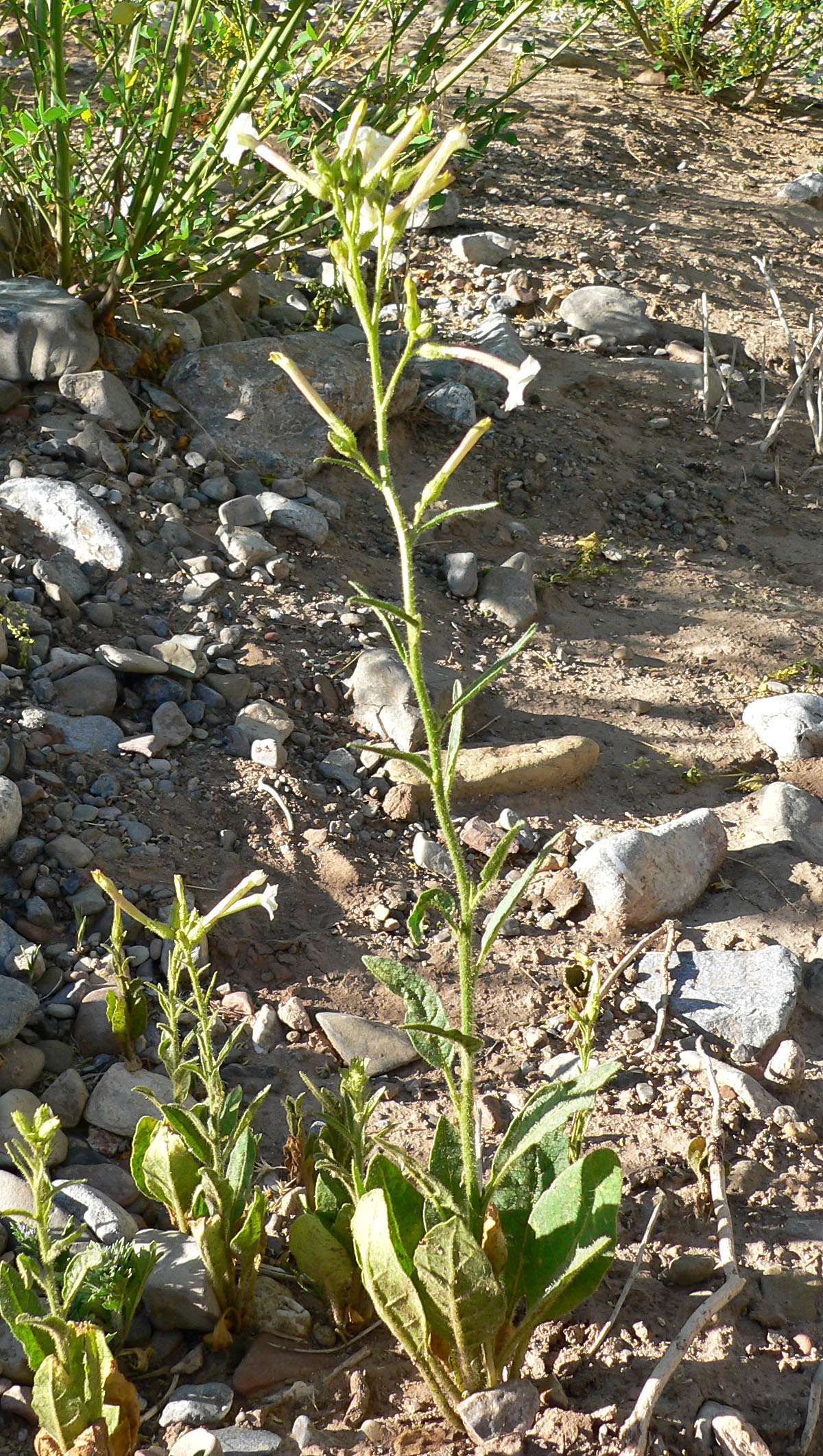
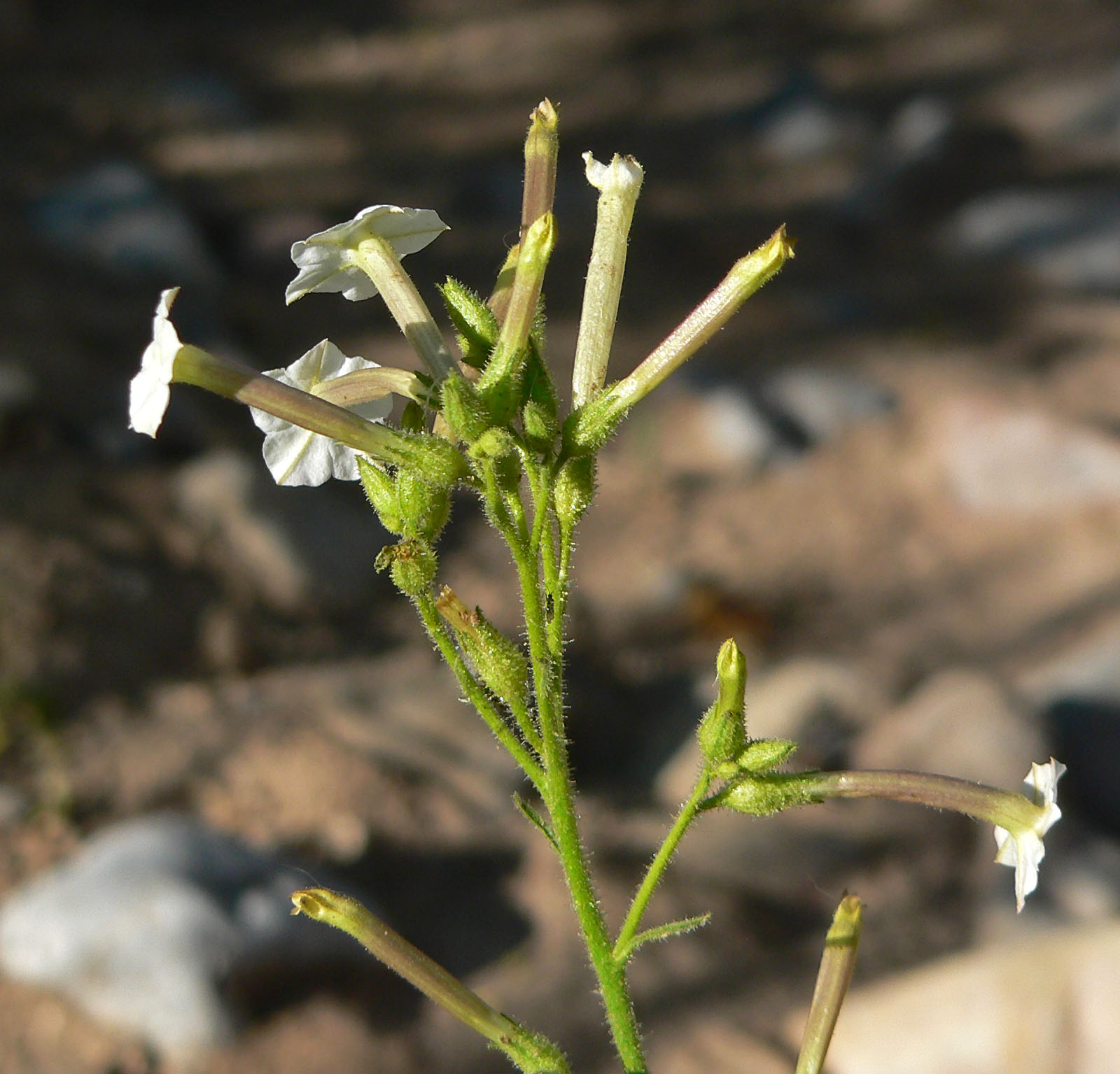
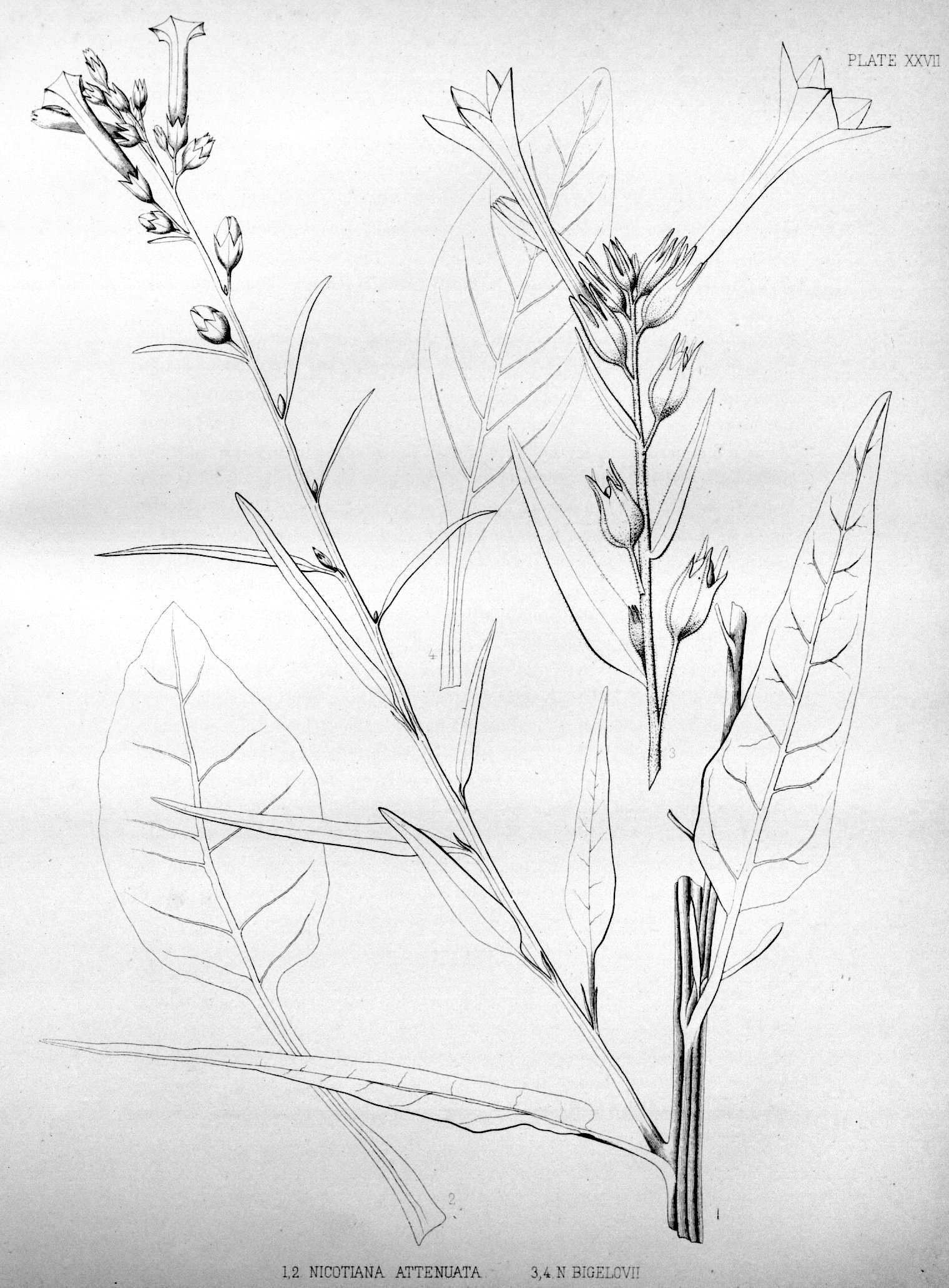
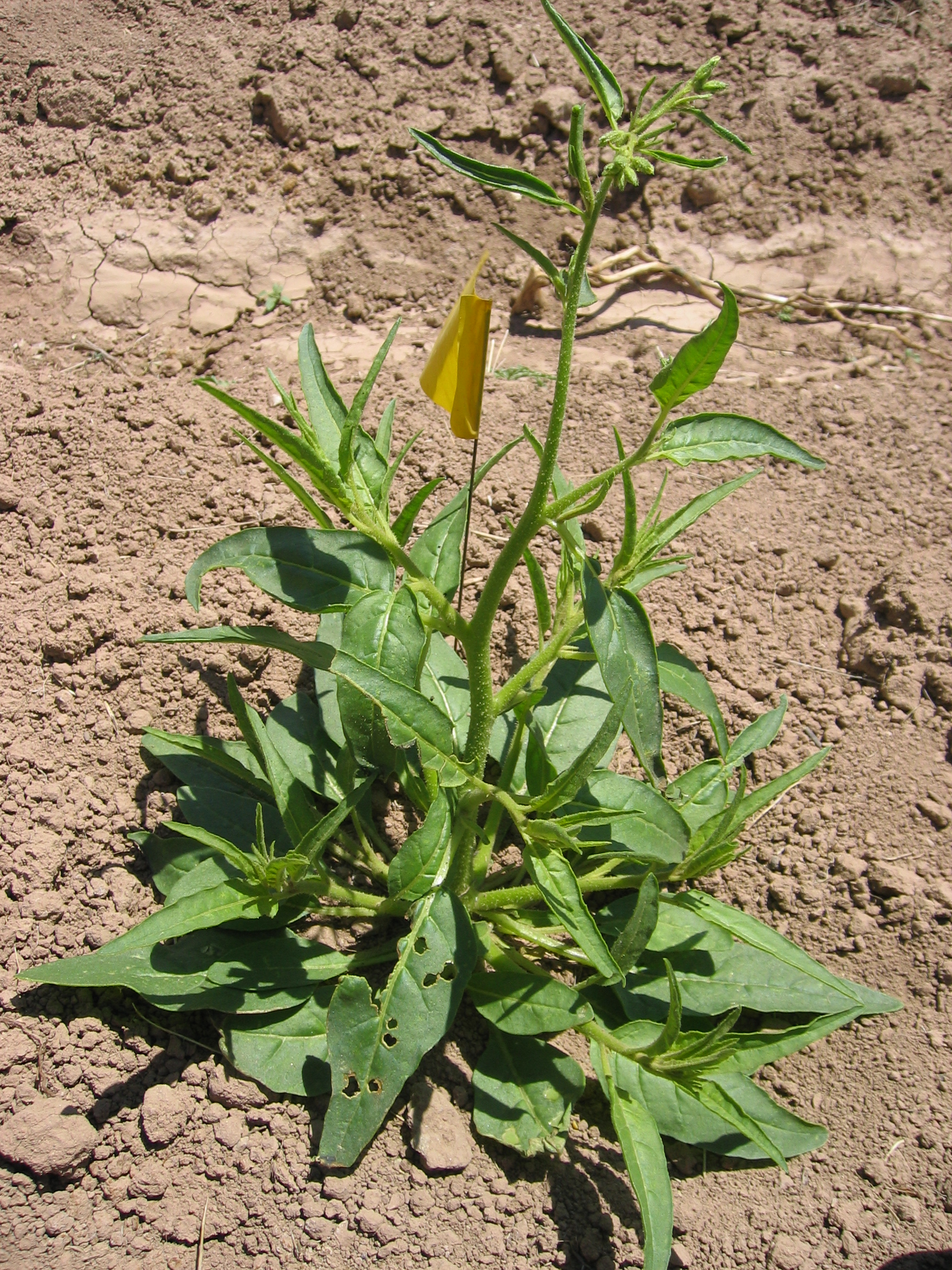